# Sevar (khan)
Sevar est un roi de Bulgarie qui règne de 725 à 739 et est le dernier souverain de la Maison de Doulo, dont le pouvoir est monocratique. Selon certaines sources, il aurait régné de 721 à 737, selon d'autres chronologies toutefois incompatibles avec l'annuaire des Khans bulgares, de 738 à 753.
Selon le texte bulgare Ja'far Tarikh, il dépose son père Kormesius, ce qui le fait frère de Vinekh et beau-frère de Savin.
Son règne est paisible, probablement grâce à la signature d'un traité de paix par son prédécesseur supposé Kormesius. L'élection du nouveau khan, Vinekh, donne lieu à des luttes entre les boïls (chefs de cavalerie bulgare).